# Populus gracilis
Populus gracilis är en videväxtart som beskrevs av Aleksandr Alfonsovitj Grossgejm. Populus gracilis ingår i släktet popplar, och familjen videväxter. Inga underarter finns listade i Catalogue of Life.